# Supaplex
Supaplex è un videogioco pubblicato per Amiga, Atari ST e MS-DOS nel 1991. Il gioco si presenta molto simile a Boulder Dash del 1984, del quale riprende molti aspetti di gameplay, ma con una tematica di ambientazione che ricorda l'elettronica e l'informatica. È stato creato da due studenti svizzeri di nome Philip Jespersen (per la programmazione) e Michael Stopp (per la grafica). Vi hanno partecipato anche Robin Heydon e Matt Smith, mentre delle musiche se ne è occupato David Whittaker. I programmatori del gioco lo hanno da tempo pubblicato come versione gratuita su internet, ma i diritti li possiede ancora la Digital Integration Ltd, perciò non può essere considerato freeware.

## Modalità di gioco
Tutto parte dalla schermata iniziale dove bisogna compilare il proprio profilo, per iniziare una partita. Una volta inserito il proprio nome, si può partire col gioco. Ci sono 111 livelli da affrontare. Questi però non sono tutti inizialmente accessibili. Infatti, per poter accedere ad esempio al secondo livello, bisognerà prima superare il primo e così via. Tutti i livelli già completati, potranno poi essere rigiocati senza problemi, quando si vuole, scegliendoli sempre dal menù principale. C'è anche però l'opzione "Skip level", che permetterà di saltare un livello troppo difficile da fare. Questa può essere utilizzata per un massimo di 3 livelli in totale saltati in tutta la lista presente nella schermata iniziale.

### Basi
Il gioco si presenta subito come un puzzle game 2D, dove si è chiamati ad interpretare il protagonista Murphy (una sfera rossa dotata di faccia, capace di mangiare quasi tutto quello che si trova davanti in maniera molto simile a Pac-Man), alla ricerca degli Infotron, oggetti che in determinate quantità diverse a seconda del quadro, gli permetteranno di attivare l'uscita (l'Exit) della partita, in modo che si possa concludere un livello. Il gioco spesso è riempito dai cosiddetti Base, quadrati simili a circuiti integrati verdi, che occuperanno gli spazi tra le varie architetture dei livelli, formate da RAM chips (distruttibili dalle esplosioni) e Hardware (indistruttibili dalle esplosioni), in contrapposizione al fondale nero dei livelli stessi. Se un oggetto smusso come un Zonk o un Infotron cade sopra un RAM chip, tenderà a cadere dal bordo del medesimo; se invece finisce sopra un pezzo di Hardware, non scivolerà giù. 
Ogni volta che Murphy va sopra una Base, questa sparisce, in quanto viene mangiata dal protagonista. Esso è anche in grado di farle sparire solo guardandole da uno dei loro quattro lati, premendo la barra spaziatrice mentre si esegue la cattura.
Questa abilità di "mangiare" gli oggetti senza spostarsi nella casella dove si trova l'oggetto può essere usata anche per catturare gli Infotron (spesso per prenderli al volo mentre si è inseguiti da frane di Zonk) e anche per attivare i Terminal. 
Se Murphy viene lasciato immobile durante il gioco per una certa quantità di tempo, questo comincerà prima a sbadigliare, e poi a dormire.

### Avversità
La raccolta degli Infotron però, sarà tutt'altro che semplice; ad ostacolare le ricerche della sfera rossa infatti, ci saranno avversità (passive) e nemici (attivi) di ogni genere:
- Zonk: sono sfere esplosive inanimate, simili a bombe che se cadono su di un elemento attivo (Snik snak, Electron, Orange Disk e Murphy), esplodono distruggendo tutto ciò che c'è di distruttibile attorno a loro (come detto prima, gli Hardware ad esempio sono indistruttibili, e la stessa cosa vale per i contorni dei quadri), incluse le Exit o gli Infotron, ponendo definitivamente fine alla partita (a meno che nel livello non siano presenti Infotron o Exit supplementari). Murphy è in grado di spingerli senza problemi a destra e a sinistra (a meno che non siano in gruppi di due o più, quindi troppo pesanti da spostare), l'importante è che non cadano dall'alto su di lui, o che non lo intrappolino in un punto morto dove Murphy non è più in grado di spostarle o di uscire da qualche pertugio.
- Bug: Base a scosse elettriche intermittenti. Fulminano Murphy se vi circola sopra al momento sbagliato. Quando non presentano la scarica, possono essere comodamente mangiate dal protagonista.
- Snik snak: i nemici per eccellenza di Murphy. Si tratta di forbici con manico rosso, in grado di uccidere il protagonista non appena le tocca. Queste non hanno un movimento causale, dunque non inseguono direttamente Murphy; le loro mosse sono prevedibili in quanto semplicemente si accostano a qualsiasi superficie che trovano (Base, Zonk, Infotron, Hardware ecc.) e la girano attorno fino a quando qualcosa non le fa cambiare strada, come ad esempio un'altra Snik snak, o fino a quando non vengono distrutte da un'esplosione. Con abilità, Murphy stesso può "istruire" le Snik Snak a cambiare direzione, aspettando di essere quasi raggiunto e poi invertendo la direzione in modo che la Snik Snak cambi anch'essa direzione e vada dalla parte opposta. Nonostante siano nemiche di Murphy, spesso dovranno essere utilizzate per distruggere muri o liberare Infotrons nascosti, quindi è bene fare attenzione a non ucciderne troppe.
- Electron: nuvole elettroniche che si comportano nello stesso modo delle Snik Snak. Quando un Electron esplode, rilascia ben nove Infotron attorno a sé, e quindi Murphy spesso sarà costretto a distruggerne non pochi per poter riuscire a completare il livello. Se un Electron esplode in prossimità di un elemento indistruttibile, rilascerà meno Infotron di quanti potrebbe, con conseguenze spesso nefaste per il completamento del livello. Se un Electron esplode e dà inizio ad un'esplosione a catena (ad esempio una serie di Orange Disks), tutto quello che esploderà a catena verrà anch'esso trasformato in Infotrons.

### Variabilità
Per rendere ancora più complessi e vari i livelli, sono stati inseriti oggetti di diverso utilizzo e scopo:
- Ports: tubi in grado di far passare il protagonista da una zona del livello all'altra. Questi possono essere bidirezionali, se lo fanno passare da entrambe le direzioni, unidirezionali se lo fanno passare da una sola, e tetradirezionali se si tratta di un tubo a 4 bocche. Snik snak ed Electron, non possono passare attraverso questi. Se una delle estremità del tubo non è libera, Murphy non può passare. Le Ports possono essere distrutte dalle esplosioni, e alcune di esse sono in grado di attivare o disattivare la gravità, anche se non si possono riconoscere visivamente le normali Ports da quelle che influenzano la gravità.
- Disk: floppy disk di diverso colore, tutti in grado di esplodere.
  - Orange Disk: gli arancioni si comportano in un modo molto simile agli Zonk, solo che questi esplodono anche se cadono su di un elemento passivo, e non rotolano giù se si trovano vicino ad una sporgenza di un RAM chips , in quanto sono quadrati, e non rotondi. Se uno Zonk ci cade sopra, il disco esplode.
  - Yellow Disk: i gialli non sono in grado di cadere. Quindi possono essere spostati non solo a destra e a sinistra, ma anche in alto e in basso. A volte risulta molto difficile e macchinoso spostarli nel punto necessario, perché Murphy per spostarli deve sempre disporre di uno spazio libero a fianco ad essi. Per farli esplodere, ci vuole un'altra esplosione vicina (Zonks non sono in grado di farli esplodere), o Murphy deve attivare, toccandolo, un Terminal (dispositivo quadrato presente di solito in qualche parte del quadro: quando viene toccato, fa esplodere contemporaneamente tutti gli Yellow Disk presenti nell'intero livello).
  - Red Disk: i rossi sono elementi fissi (non cadono e non esplodono se colpiti dalle Zonk). possono essere ingeriti e accumulati da Murphy, per poi essere trasportati dove si vuole. Una volta piazzati però, dopo pochi secondi esplodono.

Tutti i Disk, inoltre esplodono se vengono colpiti dall'alto da un Infotron in caduta.
Esistono inoltre intere sezioni di livelli, o livelli completi, che possiedono la gravità. Qui Murphy sarà incapace di allontanarsi per più di una casella da una qualsiasi superficie orizzontale in grado di sostenerlo, pena una caduta inesorabile verso i punti più bassi del quadro, dove spesso l'unica scelta possibile per il giocatore sarà quella di ricominciare la partita da capo. Per salire da un punto ad un altro, spesso il protagonista dovrà mangiare i percorsi di Base lasciati dai programmatori, proprio per quello scopo. Altri elementi come Infotrons , Red Disk o Bug, nonostante possano essere mangiati, non permettono a Murphy di bypassare la gravità: solo le Base verdi costituiscono percorsi sicuri se la strada da percorrere è orizzontale o verticale. Snik Snak ed Electrons non sono influenzati dalla gravità. Le Ports possono in alcuni casi sostenere, come delle ventose, Murphy impedendogli di cadere.

### Esplosioni
Alla base del gioco ci sono proprio le esplosioni. Tutto o quasi di quello che è presente nel reticolo di gioco, può esplodere, compreso il povero Murphy, che può essere ucciso semplicemente premendo il tasto escape della tastiera, per poter ritornare alla schermata principale una volta che ad esempio, concludere la partita è ormai impossibile (ad esempio rimanendo bloccati in una frana di Zonk o dopo aver distrutto troppi Infotron). Particolare importanza la rivestono le esplosioni a catena, che determineranno a volte il tempo limite che il giocatore potrà impiegare per finire un livello, dato che queste ad un certo punto distruggeranno qualche elemento chiave per il completamento del quadro.

## Remake
Esiste anche una versione clonata chiamata Winplex o SupaPlex rebirn in XXI Century creata per i sistemi operativi Windows XP, Windows 2000, Windows 98 e WIndows Me. L'ultima versione è la 0.9.1.7 distribuita il 17 giugno 2004.